# Schweinedammgraben
Der Schweinedammgraben ist ein Meliorationsgraben und linker Zufluss des Hollertgrabens auf der Gemarkung der Gemeinde Nuthe-Urstromtal im Landkreis Teltow-Fläming in Brandenburg. Der Graben beginnt rund 1,4 km nördlich von Stülpe, einem Ortsteil der Gemeinde Nuthe-Urstromtal und dort wenige Meter neben der Landstraße 70, die in diesem Bereich von Norden kommend in südlicher Richtung verläuft. Der Graben verläuft auf einer Länge von rund 1,3 km in westlicher Richtung und entwässert die dort befindlichen landwirtschaftlichen Flächen. Anschließend zweigt er rund 250 m nach Norden ab und schwenkt anschließend erneut nach Westen. Nach weiteren rund 1,4 km entwässert er die dort befindliche Buschwiese und fließt schließlich in den Hollertgraben.